# Modrzewiowe
Modrzewiowe (Laricoideae Melchior et Werdermann) – podrodzina roślin z rodziny sosnowatych (Pinaceae). Przedstawiciele występują w Ameryce, Azji i Europie.

## Systematyka
Do modrzewiowych zaliczane są 3 lub 2 rodzaje roślin. We wcześniejszych opracowaniach zaliczano tu rodzaj Cathaya Chun & Kuang, który w wyniku dalszych badań przeniesiony został do sosnowych (Pinoideae Pilg.) – innej podrodziny sosnowatych. Podrodzina obejmuje zatem 2 rodzaje:
- modrzew (Larix Mill.) – Ameryka, Azja, Europa
- daglezja, jedlica (Pseudotsuga Carriere) – Ameryka, Azja, w Europie introdukowany.